# Jean Lauron
Jean Lauron, né vers 1555 à Châteauroux et mort avant 1624, est un poète français des XVIe et XVIIe siècles.

## Biographie
La vie de Jean Lauron n’est connue que par de rares pièces d’archives et par ce qu’il en a confié lui-même dans ses œuvres.  
Sa naissance pourrait se situer aux alentours de 1555, sous le règne d’Henri II. Fils d’un marchand, sans doute aisé, établi à Châteauroux, il fit des études de droit à Bourges ou à Poitiers. C’est peut-être dès cette époque que s’éveilla sa vocation poétique. De retour dans sa ville natale, il exerça des fonctions judiciaires, s’efforçant d’accomplir au mieux les devoirs de ses charges : celle de « bailli de Saint-Gildas » lui est le plus souvent associée dans les documents que l’on a conservés.  
Les temps troublés que connurent les régions du centre de la France en cette fin du XVIe siècle lui valurent d’être mis en prison en 1589 pendant trois semaines à la suite d’une dénonciation calomnieuse. Aussi la poésie lui permit-elle à la fois d’échapper à une existence trop bien réglée et d’affronter les violences des guerres civiles. Ses dernières années virent enfin le retour à une paix durable en Bas-Berry dont, avec force louanges, il crédite le prince Henri II de Bourbon Condé, qui avait acheté le duché de Châteauroux. Il mourut probablement un peu avant 1624, ayant donc parcouru en soixante-dix ans une période de transition entre deux siècles. On voit toujours sa maison qui a survécu dans le vieux Châteauroux : c’est la « maison au cadran (solaire) », à l’angle de la rue des Notaires, restaurée au début du XXIe siècle.   

## Œuvres poétiques
Ses œuvres nous sont connues par deux exemplaires d'un recueil factice in-8° qui réunit : 
- L’Anémographie ou description des vents, un poème météorologique en 472 alexandrins,  publié à Paris en 1586, inspiré d’un événement de l’histoire locale – un tremblement de terre suivi d’un ouragan, survenu dix huit mois plus tôt dans la région. S’y mêlent des considérations mythologiques, cosmologiques, astronomiques, médicales, numérologiques, religieuses, techniques.
- Les Soupirs de Jean Lauron … sur les misères de ce temps, publiés dix ans plus tard, en 1596 à Bourges.  Précédé du testament … de feu M. d’Aumont, seigneur de Châteauroux, c’est une suite de quarante-trois sonnets et d’une ode, de tonalité lyrique, dont les violences provoquées par les guerres civiles  sont le thème dominant.
- Les deux premières parties de Châteauroux semblent avoir été sa dernière œuvre, demeurée inachevée. Il s'agit d'un « poème épique » en alexandrins sur les origines et l’histoire légendaire du Bas-Berry depuis les temps les plus reculés. Des cinq parties prévues, seules les deux premières (1120 vers) furent publiées en 1613 à Paris. Un résumé de l’ensemble nous fait connaître le plan des trois autres.

## Caractères généraux de l’œuvre de Jean Lauron
Sa connaissance des auteurs de l’Antiquité participe d’une imprégnation constitutive de la culture humaniste, sans qu’on soit sûr qu’il ait réellement lu ceux dont il évoque le souvenir. Son œuvre  reflète ainsi toutes sortes de théories encore bien ancrées dans les esprits à la fin du XVIe siècle : organisation du cosmos héritée d’Aristote, croyances astrologiques, spéculations sur le symbolisme des nombres, valeur prophétique des rêves, conceptions médicales.
Parmi les modernes, il se place sous le patronage de poètes tels Du Bellay, Ronsard (cité comme auteur des Amours), ou encore Jodelle, et Du Bartas. Les sonnets de ses Soupirs sont souvent construits sur des antithèses, comme ceux de Du Bellay. Aussi serait-on tenté de faire un peu vite de Jean Lauron un émule attardé de la Pléiade. Il est plus juste de voir en lui un représentant de cette génération maniériste qui prélude au baroque, dans le climat de sensibilité inquiète propre aux guerres civiles. Quelques thèmes de son œuvre se retrouvent précisément chez des écrivains comme D’Aubigné, De la Taille ou Du Bartas. Le renversement des fortunes est un motif explicite de ses Soupirs, en un temps où les factions rivalisent de cruauté et d’appétit de destruction. Sa mélancolie se nourrit volontiers du spectacle des ruines, dont la destruction des deux abbayes bénédictines de Châteauroux lui offre des exemples récents.  Nul besoin chez Lauron de considérer le destin des monuments de la Grèce ou de Rome pour être convaincu que les entreprises humaines n’échappent pas à l’instabilité universelle.
La langue de Jean Lauron présente des archaïsmes (de vocabulaire ou de graphie), héritages d’un fond remontant parfois à la langue médiévale et dont les auteurs baroques du XVIIe siècle  fournissent eux aussi maints exemples. La structure des phrases est incertaine et se complaît aux allonges syntaxiques : l’Anémographie, sans doute œuvre de jeunesse, offre à cet égard un florilège de périphrases, mais aussi d’emprunts au grec, de qualificatifs composés à la façon de Du Bartas. 

## Destinée de l’œuvre
De son vivant Jean Lauron bénéficia à Châteauroux d’une certaine notoriété auprès d’un petit cercle de parents, d’amis et de collègues magistrats. Mais il semble bien que ses poèmes connurent une diffusion très confidentielle. Avec le temps, seuls demeurèrent connus les vers qu’il avait composés pour servir d’épitaphe à Jean VI d’Aumont, encore visibles à la fin du XVIIIe siècle dans la chapelle Saint-Claude du couvent des Cordeliers de Châteauroux.
Il fallut attendre les années 1930 pour qu’on s’intéressât de nouveau à ce poète oublié, à la suite de la découverte d’un des deux seuls volumes subsistant de ses œuvres. Dans sa séance du 9 mai 1930,  le conseil municipal de Châteauroux donna le nom de « rue Jean-Lauron » à une voie bordant l’ancienne maison du poète. Au XXIe siècle enfin l’université de Tours mit en ligne dans sa « bibliothèque virtuelle humaniste » l’exemplaire numérisé de la bibliothèque de Bourges.  